# Emilia baberka
Emilia baberka là một loài thực vật có hoa trong họ Cúc. Loài này được (Hutch.) C.Jeffrey mô tả khoa học đầu tiên năm 1986.